# Erika Heineken
Erika Heineken (21 de junio de 1986) es una deportista estadounidense que compitió en vela en la clase Formula Kite. Su hermano John compitió en el mismo deporte.
Ganó tres medallas en el Campeonato Mundial de Formula Kite entre los años 2012 y 2014.

## Palmarés internacional
| \| Campeonato Mundial \| Campeonato Mundial \| Campeonato Mundial \| Campeonato Mundial \| \| Año \| Lugar \| Medalla \| Clase \| \| ------------------ \| ------------------ \| ------------------ \| ------------------ \| \| 2012 \| Cagliari (Italia) \| Medalla de oro \| Formula Kite \| \| 2013 \| Boao (China) \| Medalla de oro \| Formula Kite \| \| 2014 \| Estambul (Turquía) \| Medalla de bronce \| Formula Kite \| |                    |                   |              |
| Campeonato Mundial |                    |                   |              |
| Año | Lugar              | Medalla           | Clase        |
| 2012 | Cagliari (Italia)  | Medalla de oro    | Formula Kite |
| 2013 | Boao (China)       | Medalla de oro    | Formula Kite |
| 2014 | Estambul (Turquía) | Medalla de bronce | Formula Kite |